# Ниемеля, Арво
Арво Ниемеля (фин. Arvo Niemelä, 17 января 1909 — 17 августа 1984) — финский борец греко-римского стиля, призёр чемпионата Европы.

## Биография
Родился в 1909 году в Лоппи. В 1932, 1933, 1934 и 1938 годах становился чемпионом Финляндии. В 1933 году завоевал серебряную медаль чемпионата Европы.